# Морозвизд
Морозвизд (на македонска литературна норма: Морозвизд) е град, съществувал през Късната античност и Средновековието, край кочанското село Мородвис, Северна Македония.

## Местоположение
Градът е бил разположен в местността Градище (Градиште), в южната част на днешното село Мородвис, което носи името на стария град. Представлява тесен рид, между две поройни бразди от ръба на полето на север към планината Плачковица на юг, където завършва със скална чука на 120 m над северния дял. Пред чуката има мало седло, което я отделя от планината. Тука има извор с питейна вода. На няколко километра на юг по планинската пътека към Радовишкото поле има железни рудници, използвани в миналото.

## Античност
Най-ранните следи от обитаване са от Желязната епоха и Ранната античност. Градът е обитаван в Класическата и Късната античност - открити са монети от II - VI век. В Късната античност е изградена плътна стена с хоросан, подсилена с няколко кули. Тя обхваща три функционални части: на чуката в южния край е оформен малък акропол, в който има цистерна за вода. На север от него, на по-ниска тераса, лежи ядрото на кастела с раннохристиянска базилика в средата. В средата на XX век върху средния кораб е построена нова църква „Свети Симеон Стълпник“. На север от замъка лежи предградие, оградено с по-слаба стена. Следи от големи обновявания могат да се видят навсякъде.
На 0,6 - 0,8 km северно от Градище е местността Манастирище (Манастириште) или Църквище (Црквиште). Там при разкопки е разкрито древно култово място, използвано в Праисторията, Античността и Средновековието. Разкрита е раннохристиянска църква от V век с голяма засводена крипта до нея. Върху нея в VI век е изградена по-голяма трикорабна базилика с 3 апсиди. В XII - XIII век върху руините на храма е изградена по-малка църква, използвана и в османската епоха.

## Средновековие
В Същинското средновековие на северната стена на античния кастел има цялостно обновление. Новата стена е само частично с хоросан и има по-малки кули-подпории се опира на остатъците от стената от VI век. Следи от обновявания има и около акропола. Открити са керамика, много медни монети от XII и XIII век - византийски скифати и български имитации. В този период вероятно е обновена и църквата като ново епископско седалище. В Манастирище на север от крепостта в XII - XIII век сред руините на старата базилика е построена нова църква и около нея има гробище. Разкрити на няколкостотин гроба от XII век до дълбоко в османската епоха. Богатият гроб № 105 има 16 стъклени гривни и други сребърни накити и говори за съществуването на местно благородничество в XII - XIII век. Очевидно Морозвизд е малка крепост без особена стратегическа позиция, но е епископия с диоцез до Козяк и Славище насевер и слива на Брегалница на юг и изток. На 16 km на югоизток е Крупище с раннохристиянската Крупищка базилика и други средновековни остатъци, където според Блага Алексова е средновековният Равен, съделище на първата епископия на Брегалница, създадена в 865 година от княз Борис I Български. Малко повече от век по-късно по неясни причини Брегалнишката епископия е преместена от Равен в по-малката и периферна крепост Морозвизд. Моровизд се споменава като епископско седалище в грамота на византийския император Василий II Българоубиец от 1019 година, издадена на Охридската архиепископия след унищожаването на българската държава. Около средата на XII век арабският пътешественик Мохамед ал-Идриси отбеляза град, наречен Формизд, което име може би произлиза от Морозвизд. Византийските, а след това и сръбските документи споменават града през XIII и XIV век като Моровизд и Морозвизд. През 1348 година Мородвис е посочен като село, дарено на новосъздадената Злетовска епископия. От това следва, че Мородвис, като укрепен град и епископска катедра, престава да съществува в края на XIII век с разгрома на византийската администрация в района на Брегалница и придвижването на сръбската граница на изток.